# Лебуше, Лоренс
Лоренс Лебуше (фр. Laurence Leboucher, род. 22 февраля 1972, Алансон) — французская профессиональная велогонщица. Её основная специализация — маунтинбайк и велокросс. Трёхкратная олимпийская чемпионка и двукратная чемпионка мира по велокроссу.

## Карьера
Она начала свою карьеру в шоссейном велоспорте, заняв 3 подиума на чемпионатах Франции. Затем она перешла в маунтинбайк и велокросс — виды спорта, в которых она была чемпионкой мира и 8-й на Олимпийских играх 2004 года.
Лоренс Лебуше завершила свою спортивную карьеру в конце 2008 года и после этого работала в почтовом отделении группы La Poste.
С 2009 по 2017 годы она была вице-президентом Французской федерации велоспорта.
На телеканале France Télévisions она комментировала соревнования по маунтинбайку на Олимпийских играх 2012 года в Лондоне вместе с Жан-Рене Годаром и в Рио в 2016 году вместе с Пьером-Этьеном Леонардом.

## Достижения

### Велокросс
1999—2000
 Чемпионат Франции
Кубок Франции
4-я в Чемпионате мира
2000—2001
 Чемпионат Франции
Кубок Франции
5-я в Чемпионате мира
2001—2002
 Чемпионат мира
Кубка Франции
2-я в Чемпионате Франции
2002—2003
 Чемпионат Франции
Генеральная классификация Кубка Франции
Druivencross
 Бронзовый медалист Чемпионата мира
5-я в Кубке мира 2002—2003
2003—2004
 Чемпионат мира
2-я в Чемпионате Франции
2004—2005
2-я в Чемпионате Франции
 Чемпионата Европы
4-я в Чемпионате мира
2005—2006
 Чемпионат Франции
2006—2007
Кубок Франции
Кубок мира, Гран-при Номмей
2-я в Чемпионате Франции
 Бронзовый медалист Чемпионата мира
2007—2008
 Чемпионат Франции
 Чемпионата мира

### Маунтинбайк

#### Олимпийские игры
Атланта 1996
11-я в Кросс-кантри
Сидней 2000
18-я в Кросс-кантри
Афины 2004
8-я в Кросс-кантри
Пекин 2008
17-я в Кросс-кантри

#### Чемпионат мира
Мон-Сент-Анн 1998
 Чемпион мира в кросс-кантри
Капрун 2002
 чемпионат мира по маунтинбайку — командная эстафета
Вал-ди-Соле 2008
 Чемпион мира по маунтинбайку — командная эстафета (с Жан-Кристофом Перо, Арно Жуффруа и Алекси Вийермо)

#### Кубок мира
1997: 8-я
1998: 2-я, победитель двух этапов
2000: 20-я
2001: 10-я, победитель одного этапа

#### Чемпионат Европы
1998
 Чемпион Европы в кросс-кантри
2000
 Чемпион Европы в кросс-кантри
2001
 Чемпион Европы в кросс-кантри
2002
 Чемпион Европы в командном кросс-кантри (с Жюльеном Абсалоном, Жаном Демаре и Седриком Раванелем)
 Чемпионат Европы в кросс-кантри
2008
 Чемпион Европы в командном кросс-кантри (с Жан-Кристофом Перо, Арно Жуффруа и Алекси Вийермо)

#### Чемпионат Франции
1996
 Чемпион Франции в кросс-кантри
1998
 Чемпион Франции в кросс-кантри
Roc d'Azur
1999
 Чемпион Франции в кросс-кантри
Roc d'Azur
2000
 Чемпион Франции в кросс-кантри
2001
Roc d'Azur
2002
 Чемпион Франции в кросс-кантри
Roc d'Azur
2006
 Чемпион Франции в кросс-кантри
2007
 Чемпион Франции в кросс-кантри

### Шоссе
1991
3-я на Хроно Наций
1992
3-я на Чемпионате Франции — групповая гонка
1995
Тур Лимузена
Гран-при Ле Форж ен Бретань
1997
3-я на Чемпионате Франции — индивидуальная гонка
1998
Тур де ла Дром
2-я на Чемпионате Франции — индивидуальная гонка
2000
Тур Лимузена
2002
2-я на Чемпионате Франции — индивидуальная гонка
2005
L'Étape du Tour
2007
2-я на Кубке Франции
2-я на Шоле — Земли Луары
2-я на Гран-при Ле Форж ен Бретань
3-я на Призе города Монт-Пюжоль

## Награды
- Кавалер Ордена Почётного легиона (30 января 2008)